# Pedro II (corveta)
O Pedro II foi uma corveta que serviu a Armada Imperial Brasileira na segunda metade do século XIX. Teve participação na Guerra do Prata.

## História
A corveta foi construída no Estabelecimento de Fundição e Estaleiros Ponta da Areia em Niterói no ano 1850 sendo um dos primeiros navios construídos neste estaleiro. Recebeu o nome Pedro II em homenagem ao segundo imperador do Brasil Dom Pedro de Alcântara. Após o lançamento ao mar em 1850 e testes de armamento em 1851 foi incorporada a armada no dia 22 de fevereiro de 1851, tendo seu primeiro comandante o Capitão-Tenente Francisco Xavier de Alcântara. No mesmo ano foi enviado a região sul para participar das operações brasileiras no conflito chamado Guerra do Prata.

### Guerra do Prata
Em 17 de dezembro de 1851, a corveta Pedro II com mais seis navios de guerra sob o comando de John Pascoe Grenfell, forçaram passagem pelos obstáculos opostos à navegação do Rio Paraná onde, no passo do Tonelero, nas proximidades da barranca Acevedo, fora instalada uma poderosa fortificação dispondo de 16 peças de artilharia e 2 mil fuzileiros, sob o comando do general Lucio Norberto Mansilla. As tropas argentinas trocaram tiros com os navios de guerra brasileiros, mas acabaram falhando em barrar sua passagem.
Após o conflito fez parte da Estação Naval de Pernambuco entre os anos 1859 e 1861. Ainda em 1861 naufragou próximo ao Farol Punta Brava em Montevidéu.